# 伪本影
伪本影指发光体（非点光源）中心所发出的光线被非透明物体阻挡而边缘发出的光线未被阻挡，在屏幕（或其他物体）上所投射出来的区域。
此处发光体的光线部分被物体阻挡，而有部分乃至微弱的光线到达。
当屏幕离阻挡物较近时，投射的是本影；较远时（或障碍物比较小时）则为伪本影。此时光线从它的边缘过去，在排遣面相交，屏在相交点的后面时形成像。例如太阳照射月球的影子扫过地面时形成日食，伪本影中的人看到的是日环食。